# Yoko Moriwaki
Yoko Moriwaki (森脇 瑤子, Moriwaki Yōko, junho de 1932 – 6 de agosto de 1945) foi uma menina japonesa de treze anos que viveu em Hiroshima durante a Segunda Guerra Mundial. Seu diário, um registro do Japão durante a guerra antes do bombardeio de Hiroshima, foi publicado no Japão em 1996. Em 2013, a editora americana HarperCollins publicou o diário em inglês sob o título Yoko's Diary.
Ela viveu em Hiroshima durante a Segunda Guerra Mundial e morreu durante o bombardeio atômico da cidade pelos Estados Unidos. Seu irmão, Koji Hosokawa, que sobreviveu ao ataque a Hiroshima, disponibilizou seu diário para publicação.
Moriwaki começou a manter seu diário como uma tarefa em sua escola, a Primeira Escola Secundária para Meninas da província de Hiroshima. Além de narrar sua vida cotidiana, manteve um registro do Japão durante a guerra, cobrindo tópicos como quais aulas estava tendo e o seu avistamento de aviões de guerra. O diário começa em 6 de abril de 1945, pouco antes de ela começar a escola, e o seu último registro é de 5 de agosto de 1945, um dia antes da bomba atômica cair em Hiroshima.
Moriwaki foi comparada à adolescente morta durante a Segunda Guerra Mundial, Anne Frank, conhecida por seu próprio histórico de ser judia nos Países Baixos durante a guerra. Como Moriwaki, Frank morreu no desenrolar da Segunda Guerra Mundial.